# Jamasp Namag
El Jamasp Namag o Jamasp Nameh (var: Jāmāsp Nāmag, Jāmāsp Nāmeh, "Història de Jamasp") és un llibre de revelacions en persa mitjà. En sentit ampli, és també una font primària de la doctrina i la tradició del zoroastrisme. L'obra és coneguda també com a Ayādgār ī Jāmāspīg o Ayātkār-ī Jāmāspīk, que significa "[En] Memòria de Jamasp".
El text pren la forma d'una sèrie de preguntes i respostes entre Vishtasp i Jamasp, els quals eren ambdós entre els deixebles més propers de Zoroastre. Vishtasp era el principal protector de Zoroastre i Jamasp era un nobre de la cort de Vishtasp. Ambdós són figures mencionades als Gathas, els més vells himnes del zoroastrianisme i que es creu que varen ser compostos pel mateix Zoroastre.
Les sèries de preguntes i respostes són una tècnica literària habitual en la literatura zoroastriana. En el passat, i entre els propis zoroastrians, aquesta tècnica es va entendre malament sovint, com a indicació d'un coneixement de primera mà. El text ha sobreviscut en tres formes:
- Un manuscrit pahlavi, és a dir, una representació de la llengua persa mitjana fent servir una escriptura derivada de l'arameu, i acompanyada d'ideogrames arameus. El manuscrit Pahlavi és malmès i fragmentat.
- Una transmissió en Pazand, és a dir, una representació de la llengua persa mitjana fent servir una escriptura avestana (també derivada de l'arameu) però sense cap vocabulari no-iranià. La versió en Pazand ha sobreviscut sencera.
- Una traducció moderna al persa en alfabet àrab ha sobreviscut també. És una mica més recent que els altres dos manuscrits.